# Bertil Elmstedt
Bertil Elmstedt (født 2. maj 1937 i Malmö, Sverige) er en svensk tidligere fodboldspiller (midtbane), der mellem 1964 og 1968 spillede seks kampe for Sveriges landshold. På klubplan spillede han for Malmö FF i hjemlandet, som han vandt to svenske mesterskaber og én pokaltitel med.

## Titler
Allsvenskan
- 1965 og 1967 med Malmö FF

Svenska Cupen
- 1967 med Malmö FF